# Bajtay Antal
Báró Bajtay (Baitay, Bajthay) Antal (Zsidó, 1717. december 14. – Szentanna, 1775. január 15.) erdélyi római katolikus püspök.

## Élete
Nemes szülőktől származott, és már fiatalon belépett a piarista rendbe. 1736-ban Rómába, a Nazareno collegióba utazott tanulni, majd Párizsba ment. Hazájába visszatérve, 1747-től a Pesti Piarista Gimnáziumban tanított. 1749. május 13-án beszédet tartott a budai királyi vár alapjának letételekor, ekkor a bécsi Theresianumban a történelem és a régészet tanárává nevezték ki; később pedig József trónörököst, a későbbi II. Józsefet tanította történelemre. 
Tanítási módszerében – igazodva rendjének metodikájához – nem az adatok memorizálását, hanem az eszmék és áramlatok kölcsönhatásának bemutatását, a múlt tapasztalatainak a jövő érdekében történő feldolgozását tartotta fontosnak. A trónörökös számára írt tankönyvei a történelem mellett tartalmaznak természetföldrajzi és statisztikai adatokat, közjogi ismereteket, illetve a gazdasági és kulturális állapotok leírását is.
1754-ben a piarista rend tartományfőnökévé választották. 1760. október 1-jén erdélyi püspök és pozsonyi prépost lett; egyúttal belső titkos tanácsossá nevezték ki, és bárói rangot nyert. Az erdélyi rendek elég ridegen fogadták az egyszerű paptanárt, az abszolutista Mária Terézia feltétlen hívét. A királynő az ő kezdeményezésére alapította a nagyszebeni árvaházat (Orphanotrophium Regium Theresianum). Udvarhelyszéken és Aranyosszéken plébániákat alapított, ezenkívül elérte, hogy a nagyszebeni és brassói dékánságot az esztergomi érsek hatásköréből kivéve, az erdélyi egyházmegyéhez csatolják. 
Az 1760-as években erőszakos térítési kampányt indított az alvinci habánok között; ennek eredményeképpen az addig összetartó közösség felbomlott: huszonnégy katolikussá vált család kivételével a többiek elköltöztek a településről. 1761-ben az általa vezetett bizottság tervezetet készített az erdélyi kereskedelem fellendítésére. 1762-ben a királynő megbízta az erdélyi katolikus iskolák állapotának felmérésével. 1770-ben azt a feladatot kapta, hogy Samuel von Brukenthallal és Karl O’Donnell guberniumi elnökkel együtt dolgozzák ki az erdélyi úrbérrendezés tervét, figyelembe véve a magyarországi utasításokat, de erre már nem került sor.
Püspökségéről lemondva, amikor Erdélyből Pozsonyba utazott, hogy prépostságát átvegye, hirtelen meghalt.

## Munkái
- Oratio habita Budae ad amplissimos Hungariae ordines III. Idus. Maii 1749. Budae (Újra nyomtatták Boroszlóban és Varsóban 1756. 2. kiadás. Magno-Karolini, 1786. 3. kiadás. Pest, 1787)
- Specimen rationis in historicis institutionibus susceptae. Bécs, 1750 (névtelenül)
- Allocutio habita ea occasione cum Jos. Maria Auersperg S. R. I. Comes Supremus Magni Principatus gubernator renunciaretur die VI. mensis mai 1777. H. n.

Katona még három latin versét említi, amelyeket Grassalkovich Antal herceg tiszteletére írt, miközben költészeti tanulmányokat folytatott.
Kézirati munkái: 
- Arcana regni Hungariae historia. (II. József császár magán használatára, 1755)
- Institutiones philosophicae. Politico-statistica Regni Hungariae s több kézirata a m. nemzeti múzeumban van.
- Statistica regni Hungariae, quam tradidit… archiduci deinde Josepho II…. imperatori című kézirata a Bécsi Császári Könyvtárba került.
- Mária Teréziával váltott leveleit a Magyar Tudományos Akadémia levéltára őrzi
- Pedagógiai és didaktikai jegyzeteit felhasználták a Mária Terézia kívánsága szerint készült tanrendszer összeállításakor is.
- Kéziratban maradt művei közt magyarul írt verseit (Rhythmi Hungarici) is említik.